# Saint-Julien-d’Oddes
Saint-Julien-d’Oddes település Franciaországban, Loire megyében. Lakosainak száma 297 fő (2022. január 1.). Saint-Julien-d’Oddes Souternon, Grézolles, Saint-Germain-Laval, Saint-Martin-la-Sauveté és Vézelin-sur-Loire községekkel határos.

## Népesség
A település népessége az elmúlt években az alábbi módon változott:
| Lakosok száma | 275  | 248  | 252  | 251  | 270  | 267  | 272  | 283  | 288  | 297  |
|               | 1968 | 1982 | 1990 | 2006 | 2013 | 2015 | 2017 | 2019 | 2020 | 2022 |